# Горлиця флореська
Горлиця флореська (Macropygia macassariensis) — вид голубоподібних птахів родини голубових (Columbidae). Ендемік Індонезії. Флореська горлиця до 2016 року вважалася конспецифічною з ветарською і танімбарською горлицями.

## Підвиди
Виділяють два підвиди:
- M. m. macassariensis Wallace, 1865 — південний захід Сулавесі, острови Селаяр[en] і Тана-Кеке;
- M. m. longa Meise, 1930 — острови Танахьямпеа[en] і Калаотоа.

## Поширення і екологія
Флореські горлиці мешкають на островах моря Флорес. Вони живуть у сухих і вологих рівнинних тропічних лісах. 